# HD 86226
HD 86226 är en ensam stjärna belägen i den södra delen av stjärnbilden Vattenormen. Den har en skenbar magnitud av ca 7,93 och kräver en stark handkikare eller ett mindre teleskop för att kunna observeras. Baserat på parallaxmätning inom Hipparcosuppdraget på ca 22,2 mas, beräknas den befinna sig på ett avstånd på ca 147 ljusår (ca 45 parsek) från solen. Den rör sig bort från solen med en heliocentrisk radialhastighet på ca 20 km/s.

## Egenskaper
HD 86226 är en gul till vit stjärna i huvudserien av spektralklass G2 V. Den har en massa som är ca 1,1 solmassor, en radie som är ca 1,1 solradier och har ca 1,3 gånger solens utstrålning av energi från dess fotosfär vid en effektiv temperatur av ca 5 800 K.
En undersökning utförd 2015 har uteslutit förekomsten av någon följeslagare på beräknade avstånd större än 12 astronomiska enheter.

## Planetsystem
Baserat på periodiska spektrumförskjutningar under ett dopplertest 2010 observerades 13 Magellan Doppler Velocity hos ett objekt nära stjärnan. Objektet, som har en kepleriansk bana, förklarades som exoplanet med benämningen HD 86226 b.
En het superjord kallad HD 86226 c upptäcktes 2020.
| Planet | Massa           | Halv storaxel (AE) | Siderisk omloppstid (d) | Excentricitet | Inklination | Radie |
| ------ | --------------- | ------------------ | ----------------------- | ------------- | ----------- | ----- |
| c      | ≥7,25 ± 1,15 MJ | 0,049 ± 0,001      | 3,98442 ± 0,00018       | 0,075 ± 0,050 | -           | -     |
| b      | ≥0,45 ± 0,05 MJ | 2,73 ± 0,06        | 1 628 ± 22              | 0,059 ± 0,050 | -           | -     |